# 夢幻西遊 (手機)
《夢幻西遊》是由網易公司出品，在电脑遊戲《夢幻西遊》的基礎上，進行重新設計的一款大型多人在线角色扮演手機遊戲。《夢幻西遊》手機版本從2013年11月開始組建團隊進行手機版本的研發，由原來的《夢幻西遊》端遊策劃陳俊雄任製作人。遊戲2015年1月23日進行首次刪檔測試，iOS版本於2015年3月26日正式發佈，全平臺於2015年3月30日正式上線。

## 遊戲玩法
玩法上基本繼續了端遊的元素，一些核心玩法如師門任務、鍾馗捉鬼、運鏢、任務鏈都得到了不同程度的還原。但是為了適應手遊的操作習慣，都有對這一些玩法操作進行簡化。同時，手遊中也增加了一系列常見的玩法系統，比如陣法，裝備製造及幫派等。常見的游戏任务包括捉鬼任務、師門任務、運鏢等等。

## 劇情與設定
《夢幻西遊》手遊繼承了《夢幻西遊2》的經典劇情，以三界弟子大戰蚩尤，保衛大唐和平的故事為藍本，並穿插了大家廣為所知的五位西遊取經人的故事。相對于端遊原始劇情，手遊在開頭採用了現代流行的穿越重生橋段，臺詞中加入一些輕鬆幽默的元素。劇情方面也進行一定程度的調整和優化，並嘗試加入了一些原創劇情。比如50級的主線劇情，玩家可以再次挑戰得到端遊中經典的青靈玄女。

## 九大門派
| 仙族   | 魔族     | 人族     |
| ------ | -------- | -------- |
| 普陀山 | 陰曹地府 | 大唐官府 |
| 龍宮   | 獅駝嶺   | 方寸山   |
| 月宮   | 魔王寨   | 化生寺   |

## 發展

### 背景
近些年來，隨著移動互聯網市場的發展，手遊成為了遊戲市場的新增長點，網易也在2013年開始佈局移動手機市場。《夢幻西遊》端遊推出10年多的時間裡，累積了3.2億個註冊用戶，已經成為了一個重要的IP（智慧財產權）)。因此網易也在2013年的時候，組建團隊進行《夢幻西遊》的開發，以進軍日益發展的移動手機遊戲市場。

### 製作
夢幻西遊移植了端遊的許多玩法，但製作方有對遊戲進行重制。
美術上，以端遊原有的形象為藍本進行了更新，以便看上去更加新潮時尚。
玩法上，除了原有的一些如捉鬼任務，運鏢外，也加入了一些如秘境降妖、前塵舊夢等原創的玩法
操作上，針對移動端的操作習慣，進行了一些簡化改良。比如推出縮小副本的玩家數量，PK自動完成匹配，自動掛機，語音聊天等。
2013年11月遊戲立項，2015年1月23日首次進行刪檔封測，同年2月11日不刪檔測試，2015年3月26日iOS版上線，2015年3月30日全平臺上線。

### 發行
2015年3月25日，遊戲在正式開服的前一天，已為IOS遊戲免費榜的第5名。2015年3月26日，遊戲開服當天後，IOS總榜的下載量第一， iphone收入榜第3，ipad收入榜第1，獲得蘋果官方推薦。2015年3月30日，登上了iPhone、iPad的免費榜與暢銷榜榜首。2015年4月6日，手遊同時線上人數破150萬。2015年5月20日，手遊同時線上人數破200萬，註冊人數達2000萬，躋身全球收入榜前四。

## 游戏攻略

### 蜃影秘境
第十关东华帝君攻略
1、怪物阵容介绍
　　东华帝君——主怪，门派方寸，最常用的的招数就是门派大招，一不小心就被对方封成粽子，还会使用特技笑里藏刀。
　　广阳帝君——门派普陀，不仅会使用普度众生进行恢复，还会循环使用绝技沐日慈悲。
　　正阳帝君——门派地府，使用六道轮回、尸腐毒的同时，循环使用锁魂判官，还会使用特技水清诀。
　　纯阳帝君——门派龙宫，龙卷雨击和绝技魔浪滔天循环使用，超强面伤。
　　重阳帝君——门派大唐，不仅会使用横扫千军，还会使用特技破血狂攻，自带高级鬼魂技能。
2、难度要点
　　首先第一难点就是对方的主怪方寸，在平常我们遇到方寸就已经是一件十分让人头疼的事情，因为方寸是最能打乱己方节奏的，何况这一战他大部分时间都会用门派绝技幻音古钟来招呼我们，多个单位同时被封的情况绝不会少。
3、击杀建议
　　阵法推荐地载阵，因为对战方不仅是输出十分猛烈，对战方的辅助在平A的时造成的伤害也十分高，所以为了己方的抗性能得到保证选择地载阵是最佳的选择。
　　助战推荐万圣公主，由于主怪封印起来丧心病狂，而万圣公主精通的就是清心技能，并且还拥有一个被动技能碧波净水，在使用清心技能时可以作用两个单位，这样在解封方面就得到了很大的保证。 

## 外部連結
- 官方网站